# Episodi di Cavalcade of America (seconda stagione)
La seconda stagione della serie televisiva Cavalcade of America è stata trasmessa in anteprima negli Stati Uniti d'America dalla ABC tra il 29 settembre 1953 e il 22 giugno 1954.
| nº | Titolo originale                        | Titolo italiano | Prima TV USA      | Prima TV Italia |
| -- | --------------------------------------- | --------------- | ----------------- | --------------- |
| 1  | Sam and the Whale                       |                 | 29 settembre 1953 |                 |
| 2  | The Stolen General                      |                 | 6 ottobre 1953    |                 |
| 3  | Breakfast at Nancy's                    |                 | 13 ottobre 1953   |                 |
| 4  | Sunset at Appomattox                    |                 | 20 ottobre 1953   |                 |
| 5  | And to Fame Unknown                     |                 | 27 ottobre 1953   |                 |
| 6  | A Time to Grow                          |                 | 3 novembre 1953   |                 |
| 7  | The Tiger's Tail                        |                 | 17 novembre 1953  |                 |
| 8  | The Last Will of Daniel Webster         |                 | 24 novembre 1953  |                 |
| 9  | Major Pauline                           |                 | 1º dicembre 1953  |                 |
| 10 | The Betrayal                            |                 | 8 dicembre 1953   |                 |
| 11 | Riders of the Pony Express              |                 | 15 dicembre 1953  |                 |
| 12 | One Nation Indivisible                  |                 | 22 dicembre 1953  |                 |
| 13 | Mr. Peale's Dinosaur                    |                 | 29 dicembre 1953  |                 |
| 14 | G for Goldberger                        |                 | 12 gennaio 1954   |                 |
| 15 | Smyrna Incident                         |                 | 19 gennaio 1954   |                 |
| 16 | Man of Glass: The Story of a Glassmaker |                 | 26 gennaio 1954   |                 |
| 17 | Plume of Honor                          |                 | 9 febbraio 1954   |                 |
| 18 | Margin of Victory                       |                 | 16 febbraio 1954  |                 |
| 19 | The Absent Host                         |                 | 2 marzo 1954      |                 |
| 20 | Duel at the O.K. Corral                 |                 | 9 marzo 1954      |                 |
| 21 | The Splendid Dream                      |                 | 16 marzo 1954     |                 |
| 22 | Young Andy Jackson                      |                 | 23 marzo 1954     |                 |
| 23 | Escape: The Story of Carl Schurz        |                 | 30 marzo 1954     |                 |
| 24 | Riddle of the Seas                      |                 | 6 aprile 1954     |                 |
| 25 | Crazy Judah                             |                 | 13 aprile 1954    |                 |
| 26 | A Strange Journey                       |                 | 20 aprile 1954    |                 |
| 27 | The Paper Sword                         |                 | 27 aprile 1954    |                 |
| 28 | Gentle Conqueror                        |                 | 4 maggio 1954     |                 |
| 29 | Spindletop: Texas' First Oil Gushers    |                 | 11 maggio 1954    |                 |
| 30 | Moonlight School                        |                 | 18 maggio 1954    |                 |
| 31 | Cat with the Crimson Eyes               |                 | 25 maggio 1954    |                 |
| 32 | The Skipper's Lady                      |                 | 8 giugno 1954     |                 |
| 33 | Courage in Connecticut                  |                 | 22 giugno 1954    |                 |